# Pannoniasaurus

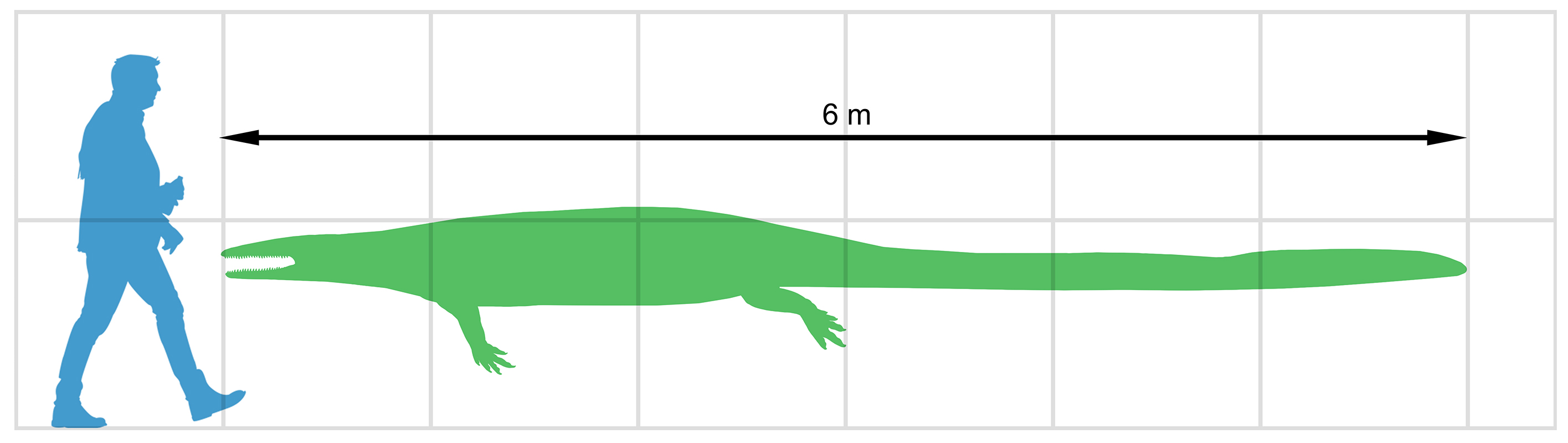
A Pannoniasaurus és az ember méretének összehasonlítása

A Pannoniasaurus az iharkúti lelőhelyen (csehbányai formáció) feltalált, a késő kréta (santoni) időszakból származó kihalt moszaszaurusz-féle hüllőnem. Egyetlen ismert faja a  Pannoniasaurus inexpectatus – a specifikus név jelentése „váratlan”, mivel édesvízi üledékekben találták a maradványokat, holott a többi moszaszauruszféle sós vízi ragadozó volt.
A PLoS ONE folyóiratban megjelent publikáció azonban egyértelműen édesvízi környezetben élő taxont ismertet. A faj példányai akár 6 méteresre is megnőhettek, és a jelenkori Magyarország területén lévő szigettenger folyóiban úszkálhattak. A bánya rétegsorának különböző szintjeiből, valamint az Ajkai Kőszén Formációból összegyűjtött több mint száz moszaszauroidea csontlelet igazolja, hogy ez a faj igen gyakori volt ezen a területen. A példányok átlagosan 3-4 méter hosszúak lehettek, a legnagyobb 6 méteres, a legkisebb csigolyacsontok tulajdonosai 70 cm-esek lehettek fosszilizálódásukkor. Ez azt látszik igazolni, hogy a Pannoniasaurusok teljes életciklusa a folyórendszerben zajlott, nem vándoroltak szezonálisan a tenger és az édesvíz között. A ritkaföldfém-, az oxigén- és stroncium-izotópos vizsgálatok is egyértelműen arra utaltak, hogy az iharkúti gerincesek tartósan édesvízi környezetben éltek.
Az állat orra a krokodilokéhoz hasonlóan lapos lehetett, és hasonlóan is vadászhatott; bár apró fogai zsákmányállatként kisebb táplálékot, főként halakat, teknősöket valószínűsítenek.
A kutatások 2000 óta zajlanak az egykori bakonyi bauxitbányában, gerinces paleontológusok, paleobotanikusok, tafonómusok, borostyánba zárt rovarokat tanulmányozók és fosszilis ürüléket vizsgáló kutatók részvételével.